# Arnim Zola
Arnim Zola es es un supervillano suizo que aparece en los cómics estadounidenses de Marvel Comics. Es un maestro de la bioquímica, y un enemigo frecuente del Capitán América y Los Vengadores. Apareció por primera vez en Captain America # 208 (abril de 1977), creado por el escritor y artista Jack Kirby. Originalmente fue un bioquímico suizo quien a Alemania nazi durante la Segunda Guerra Mundial y sobrevivió hasta la Edad Moderna transfiriendo su mente consciente al cuerpo de un sofisticado robot que lo protegía guardándolo en su cofre y mostrando una imagen digital de la cara de Arnim en su placa torácica.
Arnim Zola fue un bioquímico suizo durante la Segunda Guerra Mundial, experimentando con la ingeniería genética. Sus habilidades como genetista llamaron la atención del Cráneo Rojo, quien lo utilizó en un intento de crear a los súper soldados. Uno de sus experimentos llevó al cerebro de Adolf Hitler a ser copiado en un ser más tarde conocido como Hate-Monger. Para sobrevivir al final de la Segunda Guerra Mundial, Arnim logró transferir su mente a un cuerpo de robot y luego permitió que su mente sobreviviera al cargarse a varias redes a medida que el cuerpo robótico era destruido.
Arnim Zola ha aparecido en animaciones de televisión y películas de acción en vivo. Toby Jones interpretó al personaje en las películas de Capitán América: el primer vengador (2011) y Captain America: The Winter Soldier (2014) ambientado en el Universo Cinematográfico de Marvel. Jones también estuvo en el episodio final de la primera temporada de Marvel Agent Carter interpretando a Zola nuevamente y volvió a expresar una versión alternativa de la línea de tiempo en la serie animada de Disney+ What If ...? (2021).

## Historial de publicaciones
Creado por Jack Kirby, Arnim Zola apareció por primera vez en Capitán América # 208 (abril de 1977), seguido de los números # 209-212 (mayo-agosto de 1977) del mismo título.
El personaje apareció posteriormente en:
- Super-Villain Team-Up #17 (junio de 1980)
- Captain America #275-277 (noviembre de 1982-enero de 1983)
- The Avengers Annual #13 (1984)
- X-Factor Annual #3 (1988)
- Captain America #350 (febrero de 1989)
- Marvel Comics Presents #24 (julio de 1989)
- Excalibur v.1 #36 (abril de 1991)
- Captain America #383 (marzo de 1991)
- #387 (julio de 1991)
- #393-396 (octubre de 1991-enero de 1992)
- Captain America Annual #11 (1992)
- Marvel Comics Presents #106 (1992)
- Fury #1 (mayo de 1994)
- Captain America #437 (marzo de 1995)
- Iron Man/X-O Manowar: Heavy Metal #1
- X-O Manowar/Iron Man in Heavy Metal #1 (septiembre de 1996)
- Thunderbolts #4 (julio de 1997)
- #24 (marzo de 1999)
- Wolverine #139 (junio de 1999)
- Thunderbolts #33 (diciembre de 1999)
- Captain America #50 (febrero de 2002)
- Secret War: From the Files of Nick Fury (2005)
- Marvel Holiday Special #2006
- Captain America #24 (enero de 2007)
- #26 (julio de 2007)
- X-Men #200 (agosto de 2007)
- The Uncanny X-Men #488 (septiembre de 2007)
- Cable & Deadpool #45 (noviembre de 2007)
- Thunderbolts: International Incident (abril de 2008)
- Captain America #34-36 (marzo–mayo de 2008)
- #38 (julio de 2008)
- Wizard Deadpool #0
- Invaders Now! #2 (noviembre de 2010).

Arnim Zola recibió una entrada en el original Manual oficial de Marvel Universe # 1 (enero de 1983), El Manual oficial de Marvel Universe Deluxe Edition # 1 (agosto de 1985) y el Manual oficial totalmente nuevo de Marvel Universe AZ # 12 (2006)

## Biografía
Arnim Zola fue un bioquímico suizo durante la Segunda Guerra Mundial que se convirtió en uno de los primeros ingenieros genéticos humanos en la historia después de encontrar documentos y equipos utilizados por la raza derivada de la humanidad conocida como los Desviados. Encuentra un hogar listo entre el partido nazi, que ve sus experimentos como un medio para asegurar la existencia de la Raza Maestra.
Uno de sus primeros logros es la creación de un dispositivo de impresión de patrones cerebrales, que permite proyectar la esencia mental de una persona en un cerebro clonado. Zola usa esta máquina en Adolf Hitler, creando el Hate-Monger. Más tarde, el barón Wolfgang von Strucker se acercó a Zola para que participara en el establecimiento de HYDRA.
El Cráneo Rojo también financió algunos de los experimentos de Zola, lo que le permitió producir creaciones como Primus, Doughboy y Man-Fish. Durante uno de esos experimentos, Zola recoge humanos de los escombros de la ciudad de Nueva York después de la devastación causada por el ser conocido como Onslaught. Zola dota a un adolescente de superpoderes, creando el héroe conocido como Jolt, que finalmente es detenido por los Thunderbolts. Zola también recolectó muestras de ADN del Capitán América en el momento en que el cuerpo de Red Skull comenzó a envejecer rápidamente, y usó esta plantilla para crear un nuevo cuerpo para su aliado.
Como parte de otro experimento, recolecta el ADN de múltiples individuos superpoderosos y lo usa para crear Proto-Husks que son destruidos por Deadpool.
Una copia de Zola, que había estado personificando al mentor de Brian Braddock, el profesor Walsh, muere a manos de Meggan.
Durante la historia de X-Men: Especies en Peligro de Extinción, Arnim Zola estuvo entre los nueve genios supervillanos reclutados por Bestia para ayudarlo a revertir los efectos de la Decimación.
Después de la Guerra Civil sobrehumana, Zola se une a Red Skull en su nuevo intento de matar al Capitán América, que tiene éxito. Después, mientras Red Skull está ocupada con sus planes para controlar a Estados Unidos con un gobierno títere, Zola intenta realizar una ingeniería inversa de un dispositivo misterioso que le dio el Doctor Muerte, así como crear un dispositivo que separará la conciencia del Cráneo de la mente de Aleksander Lukin, que fue el resultado del mal uso del Cubo Cósmico. Se las arregla para desbloquear los secretos del dispositivo y tiene un cerebro lavado conectada a Sharon Carter. Sin embargo, ella corta la conexión, al igual que los agentes de S.H.I.E.L.D. asaltan la base. Zola transfiere rápidamente a Red Skull de Lukin pero su cuerpo es destruido por el Gran Director. Red Skull está atrapado en uno de los cuerpos robóticos de Zola.
Atrapado en una computadora en algún lugar durante la parte de la historia de "El Reinado Oscuro", "Capitán América: Reborn", Norman Osborn encuentra a Zola. Informa al actual director de H.A.M.M.E.R. que el Capitán América está encerrado en el espacio y el tiempo en la fecha de su supuesta muerte. La máquina de Doom estaba destinada a traerlo de vuelta para un propósito desconocido, pero debido a Sharon, se ha despegado en el tiempo, haciendo que reviva los eventos de la Segunda Guerra Mundial. Para cuando Zola reconstruye la máquina en el Castillo Doom, le traen a Sharon Carter para que pueda transferir la mente de Red Skull a su cuerpo.
Con el tiempo, el Capitán América se encuentra con Zola escondido en una dimensión alternativa, Z, donde el tiempo se mueve a ritmo más rápido que en la Tierra. Hay Zola ha construido una enorme fortaleza en la que está haciendo un gran ejército de soldados genéticamente alterados con la intención de conquistar la Tierra. En el asalto inicial, Cap rescata a un bebé varón de ingeniería genética (hijo de Zola, Leopold). En la década varado en la dimensión Z, Cap levanta al niño como a su propio hijo, Ian. Los dos se toman con el tranquilo Phrox, y eventualmente conducir una rebelión para impedir que las fuerzas de Zola, ahora al mando de la hija de Zola, Jet Black. Ian es posteriormente capturado por Zola, y lavó el cerebro para aceptar a Zola como su padre otra vez, pero con el tiempo se rompe fuera de su control, sólo para ser disparado por Sharon Carter. Con el tiempo, Carter se sacrifica para destruir a Zola y su fortaleza, lo que permite al Cap y un Jet ahora reformada para escapar de vuelta a la Tierra, donde sólo unos segundos han pasado desde su llegada a la Dimensión Z.
Durante la historia del AXIS, Red Skull dice a Arnim Zola que todo está en su lugar en su extremo. Zola se enfrenta a su hija Jet Zola que se niega a volver al lado de su padre. Falcon ataca a Zola. Ian encuentra y libera a Sharon Carter, sólo para descubrir que Zola tiene una bomba lo suficientemente fuerte como para destruir toda la ciudad de Nueva York. Falcon elimina la antena telepática en el cuerpo de Zola para que dejara de control de la bomba, sino que sólo establece que para activar. Falcon toma la bomba de alta en el cielo por encima de Nueva York antes de que explote. Después de los Unvengers fueron derrotados, Arnim Zola huyó con Jet Zola.
Arnim Zola más tarde aparece como miembro del Consejo Superior de Hydra en el momento en que el Capitán América había sido previamente lavado el cerebro por el clon de Red Skull usando los poderes de Kobik para ser un agente durmiente de Hydra.
Cuando la mente de Otto Octavius en el cuerpo del Proto-Clon regresa a una de sus viejas bases solo para descubrir que está siendo ocupada por HYDRA siguiendo la historia de " Dead No More: The Clone Conspiracy ", derrota a los soldados de Hydra cuando Arnim Zola parece que reclutarlo en HYDRA. Zola le otorga el liderazgo de algunos soldados de Hydra para trabajar para él en la organización de la destrucción de Industrias Parker.
Durante el Imperio Secreto, Arnim Zola era una parte del consejo de gobierno de HYDRA, cuando HYDRA toma el control de los Estados Unidos. Más tarde se reveló que Arnim Zola estaba detrás del virus de IA que controla la visión.ser parte de los Vengadores de HYDRA. Cuando los Helicarriers de HYDRA atacan el escondite del Subterráneo, Arnim Zola menciona que sus ataques no derribarán sus defensas / El Capitán América declara que desatará su arma secreta. Arnim Zola le dice al Capitán América que su súbdito en la bóveda está despierto pero desorientado y que el procedimiento que le aplicaron es temporal ya que su condición se degradará rápidamente. Después de ignorar las preocupaciones de Arnim Zola, el Capitán América declara que solo necesitan su tema durante un corto tiempo para derribar al Underground. Cuando se abre la bóveda, se revela que la persona de la que están hablando es un Bruce Banner revivido de alguna manera.
Durante el argumento de "Spider-Geddon", Arnim Zola y algunos agentes de Hydra localizan el escondite de Superior Octopus para lograr que regrese a Hydra y ayudar a reconstruirlo. Cuando Superior Octopus declara que mantuvo su trato con Hydra, Arnim Zola dice que uno" deja "Hydra cuando muere. Al derribar a los agentes de Hydra, el pulpo superior es atacado por un bio duplicado de Gorgon que creó Arnim Zola. Cuando la venda de Gorgon se cae, el pulpo superior se convierte en piedra por su mirada petrificadora. Bajo las órdenes de Arnim Zola, el bio-duplicado de Gorgon destruye el pulpo superior petrificado. Justo entonces, el bio-duplicado de Gorgon es decapitado por Superior Octopus quien reveló que Arnim Zola no es el único experto en clonación. Después de desmantelar a Arnim Zola, Superior Octopus le pide que lleve un mensaje al resto de Hydra indicando que rechaza su oferta y que cualquiera que venga después de él recibirá un "tratamiento" similar.

### Arnim Zola 4.2.3
Una copia defectuosa de la conciencia de Arnim Zola en un cuerpo de robot es reclutada por el Consejo de la Sombra. Se enfrenta a los Vengadores secretos que están investigando las operaciones mineras del Consejo de las Sombras dentro de un "mal continuum" (una realidad mal formada). A pesar de que es derrotado por los Vengadores Secretos, su destino después es desconocido.

## Poderes y habilidades
Arnim Zola no tiene superpoderes naturales, pero es un genio científico especializado en la genética y la clonación. No sólo es capaz de crear un clon exacto de sus "clientes", sino que también ha creado monstruos que están condicionados a hacer su voluntad.
La hazaña más notable de Zola, sin embargo, fue realizada hacia sí mismo. Ha construido un cuerpo especialmente modificado que carece de cabeza. En cambio, el rostro de Zola está ubicado - a través de una proyección holográfica - en su pecho, y sobre sus hombros se encuentra un cuadro ESP; un dispositivo que él utiliza para ejercer control sobre sus creaciones. En un efecto limitado, el cuadro también puede ser utilizado como un arma ofensiva.
Cada vez que su cuerpo se daña, o destruido por completo, Arnim es capaz de enviar su personalidad a otro almacenado, esto dándole una forma de inmortalidad.

## Otras versiones

### Ultimate Marvel
Arnim Zola apareció en Ultimates Annual #2, escrito por Charlie Huston. Al igual que su encarnación Tierra-616, también fue un bioquímico nazi. Su papel en la Segunda Guerra Mundial fue hacer un cuadro de tropas especiales de la raza maestra para servir como guardaespaldas de Adolf Hitler. El Capitán América pudo infiltrarse en las instalaciones de Arnim Zola y matar a su primer monstruo experimental, que Zola apodó "Siegsoldat" ("soldado de la Victoria"). El cadáver del experimento cayó sobre Arnim Zola, aparentemente matándolo. Zola no murió y el OSS lo rescató para cosechar su intelecto en la posguerra programa de super soldado. Luego mapearon su cerebro y crearon una inteligencia artificial a partir de él antes de que los tumores que tenía pudieran degradar su mente. Poco tiempo después de que los Libertadores atacaron a los Estados Unidos, un grupo blanco de supervivencia llamado los Merodeadores atacó la base militar donde se encontraba la IA de Zola y la robó, junto con otras armas. Zola pudo entonces convencer al líder de los Merodeadores para que permitiera que Zola comenzara a experimentar con él. Zola mutó al hombre hasta que tenía aproximadamente 20 pies (6,1 m) de altura e instaló un blindaje (y el cerebro AI de Zola) sobre él con un holograma de Zola proyectado desde el cofre y se llamó Uber-Siegsoldat. Luego se hizo cargo de los Merodeadores y consiguió que reunieran personas para sus experimentos. El Capitán América y Falcon fueron enviados tras él y pudieron derrotarlo liberando a las personas que había secuestrado, quienes rápidamente desgarraron su cuerpo, con lo cual el Capitán América colapsó un puntal de apoyo en el Zola AI.

#### Arnim Zola III
Un joven, aparentemente completamente humano llamado Arnim Zola III apareció en Ultimate Mystery. Él aparece como miembro de la confianza del cerebro de Roxxon. No se sabe mucho acerca de Zola, aparte de que él trabaja, el Roxxon Brain Trust trabajó para investigar los misteriosos ataques contra su empleador y ataques similares como el ataque al Edificio Baxter. Pronto descubrieron que su compañera Jennifer Carpenter es en realidad Jessica Drew disfrazada, lo que lleva a Samuel Sterns a asumir una forma similar a Hulk / Líder para someter. Cuando llegó el doctor Octopus, Zola y el resto del Roxxon Brain Trust se enteraron del motivo de Jessica y de que Drew era una de las creaciones clon de Doc Ock. Después de que Spider-Man rescata a Jessica del Roxxon Brain Trust, Zola estaba presente cuando el mismo atacante aplasta el edificio Roxxon bajo las órdenes de Reed Richards. Zola y los otros miembros Roxxon Brain Trust sobrevivieron al ataque y comenzó a trabajar en la fabricación de super-soldados a través de sus experimentos de materia oscura como lo hicieron con Bombshell y Cloak y Dagger.

### Spider-Gwen
En la realidad de "Spider-Gwen" durante la Segunda Guerra Mundial, Arnim Zola intentó desatar a los nazis de Dimensión Nazi en toda la Tierra-65 solo para ser detenido por el Capitán América (Samantha Wilson).

### Secret Wars
Durante la historia de "Secret Wars" de 2015, hay dos versiones diferentes de Arnim Zola que residen en los dominios de Battleworld.
- En el dominio Battleworld de la Ciudad Amurallada de Nueva York, Arnim Zola tiene un camino que lleva su nombre en la parte del dominio de Hydra llamada Zola Road.[30]
- En el dominio Battleworld del Imperio Hydra, Arnim Zola es el líder de la Confederación Unida de Hydra que gobierna sobre el Imperio Hydra.[31] Cuando Venom y los Vipers mataron a la Resistencia dirigida por Steve Rogers, Arnim Zola quiso reclamar la sustancia en Leopold Zola para curar su versión de Leopold Zola. Durante la pelea, Nomad usó un dispositivo diseñado por Tony Stark para atrapar a Arnim Zola dentro del cadáver de Steve Rogers.[32]

## En otros medios

### Televisión
- Un joven Arnim Zola aparece en un flashback en la serie de televisión del 2009, The Super Hero Squad Show. Aparece en el episodio "Wrath of the Red Skull", donde es visto en un flashback haciéndole calzón chino a Cráneo Rojo porque su cráneo se volvió rosado.

- Arnim Zola apareció en la serie del 2010, The Avengers: Earth's Mightiest Heroes; con la voz de Grant Moninger. En el episodio "The Man in the Ant-Hill", Arnim Zola es visto como un preso en la Casa Grande. En "The Breakout", Arnim Zola escapa durante la misa-ruptura. En "Living Legend", el Barón Heinrich Zemo se reúne con Arnim Zola para desatar a Doughboy en Nueva York. Después de que Doughboy es derrotado, el Barón Zemo encuentra Arnim Zola atrapado por el Verdugo y la Encantadora, por lo cual le propone una oferta a Arnim.

- Arnim Zola también hizo su aparición en la serie del 2012, la tercera temporada de Ultimate Spider-Man, con la voz de Mark Hamill. Era un miembro de HYDRA de la Segunda Guerra Mundial que había luchado contra el Capitán América y Zumbador.
  - En el episodio 15, "Academia S.H.I.E.L.D.", él es la fuente detrás del pirateo de la armadura de Araña de Hierro de Amadeus Cho. Cuando Spider-Man y Araña de Hierro accidentalmente dejan su celda abierta en el Triskelion, el cuerpo del robot de Zola se activa. Al día siguiente, Zola engaña a Araña de Hierro para que le traiga la ESP, lo que le permite a Zola volver a montar su cuerpo robótico. Mientras en rastrear a Zola, Spider-Man y Araña de Hierro traen al Agente Venom y a Power Man para ayudar en el laboratorio subterráneo de Triskelion donde Zola desata su ejército de sintezoides. En el último momento, Zumbador llega para ayudar. Zumbador les dice a los jóvenes héroes que ataquen la caja ESP de Zola. Esto causa que Zola pierda el control de los sintezoides y que el laboratorio explote.
  - Después regresará en 2 episodios de "El Ataque de los Sintezoides" y "La Venganza de Arnim Zola". Reemplaza al personal de S.H.I.E.L.D. y los estudiantes de la Academia S.H.I.E.L.D. en el Triskelion con Synthezoids, dejando solo Spider-Man, Capa, Agente Venom y Rhino para luchar. Mientras luchan contra los Synthezoids, Capa sigue a Daga donde Zola tiene a sus rehenes. Zola luego usa el Tri-Carrier de S.H.I.E.L.D. para lanzar misiles que destruyen el Triskelion mientras Spider-Man lidera a Capa, al Agente Venom y a Rhino para ir tras el Tri-Carrier. Zola lucha contra los héroes jóvenes restantes al copiar las capacidades de los héroes capturados a través de su cuerpo de robot gigante. También intenta descargarse en el cuerpo de Spider-Man, sin embargo, la transferencia falla y finalmente Zola es derrotado y termina en un viejo televisor.
- Regresa en la cuarta temporada, como el líder inicial de HYDRA:
  - En los 2 episodios de dos partes "El Ataque de HYDRA", colabora con el Doctor Octopus en el que usa un Octobot miniatura para introducirse en los nanos de Enjambre para que puedan reformar el Tri-Carrier de S.H.I.E.L.D. en la isla HYDRA. Por otra parte, también tenían utilizado la fórmula del Duende para convertir algunos soldados de HYDRA en duendes HYDRA como parte de su plan para tomar Manhattan. Con la ayuda de la Araña de Hierro, Agente Venom y Araña Escarlata, Spider-Man fue capaz de lanzar a la isla HYDRA a Saturno con Arnim Zola, mientras que el Doctor Octopus escapa al caer al mar.
  - En el episodio 6, "El Doble Agente Venom", reveló que Zola fue capaz de devolver la isla HYDRA a la órbita de la Tierra en el momento en que Doc Ock trabajó para separar el simbionte Venom y Flash Thompson; Zola también se muestra molesto con la obsesión de Doc Ock con la derrota de Spider-Man. Al enfrentarse a Spider-Man y al Agente Venom, el cuerpo robótico de Zola es apuñalado por Araña Escarlata.
  - En el episodio 8, "El Anti-Venom", Zola aparece cuando le presenta al Doctor Octopus a su nuevo asistente, el Dr. Michael Morbius para crear otro simbionte.
  - En el episodio 11, "Los Nuevos 6 Siniestros, Parte 2", Doc Ock se ha vuelto contra Zola al convertir la isla HYDRA en la isla Octopus. Cuando Zola expresa su enojo por la traición de su co-conspirador, Doc Ock golpea su cuerpo robótico frente a la isla Octopus. El cuerpo robótico de Zola fue visto por última vez cuando la isla Octopus se estrella contra el puerto.
  - El episodio de 2 partes de "Los Destructores de Arañas (1 y 2)" reveló que Zola había llevado Doc Ock a HYDRA para perfeccionar un proyecto de soldado de araña. Cuando es acorralado por Spider-Man, Araña Escarlata y Spider-Woman, Doc Ock reveló que Zola y la isla HYDRA siguen activas y que la información que contiene la clave del pasado de Araña Escarlata junto con la investigación específica de Doc Ock fue robada por Zola. Araña Escarlata y Spider-Man luego tienen a Doc Ock en llevar a los dos a la isla HYDRA de Zola. Después de la derrota de los Spider-Slayers, Doc Ock (mejorado a través de nanotecnología retenido por Zola) se regodea con el líder de HYDRA sobre su superioridad, yéndose antes de que Zola reactive la isla HYDRA. Antes de que los Spider-Slayers pudieran matar a Spider-Man, el resto de la Red de Guerreros acuden al rescate. Con éxito escapan de la isla HYDRA y apagan todas las computadoras, dejando a Zola sin lugar adonde ir. Sin embargo, más tarde revela que se ocultó en el comunicador de muñeca de Spider-Man, pero el rastreador de pared lo lanza despreocupadamente al mar antes de que Zola pueda convertirse en una amenaza mayor.

- Armin Zola aparece en la serie de Marvel Cinematic Universe Agent Carter con Toby Jones repitiendo su papel en las películas. Al final del episodio " Valediction", Johann Fennhoff (equipado con un dispositivo especial para cerrar la boca) se coloca en una celda de la prisión y se encuentra con su compañero de celda, Zola. Zola menciona ser fanático del trabajo de Fennhoff. Está implícito que Zola recluta a Fennhoff para HYDRA.[33]

- Arnim Zola aparece en Avengers: Secret Wars en las 2 partes del episodio "No Más Vengadores" de nuevo por la voz de Mark Hamill. Él aparece como un miembro de la segunda encarnación de la Camarilla, que también consisten en Líder, Encantadora, Skurge y Kang el Conquistador, en el momento cuando el Líder construye un expansor estático del prototipo de reactor ARK robado y Vibranium tomado del Consulado de Wakanda. Después de que Los Vengadores son dominados por el Vibranium estático, Arnim Zola involucra a Pantera Negra, donde la caída provoca a Arnim Zola para descargar su conciencia en otro cuerpo. Cuando el grupo de Pantera Negra derrota al Líder y pide a la Camarilla para ayudarlo, Arnim Zola y Encantadora le dicen al Líder que no es el "verdadero líder" de la Camarilla, ya que se salgan al activar la prueba de fallos del expansor estática que envía a los Vengadores a través del tiempo y el espacio. En el episodio, "La Dimensión Z", Zola domino una versión alternativa de la Tierra, donde tiene al Capitán América, Black Widow y Hawkeye en su dimensión, posee el cuerpo del Cap. para enfrentar a Black Widow, Hawkeye y Ant-Man, quién apareció. Al final, es derrotado por Ant-Man desde adentro al tomar su disco de memoria.
- Arnim Zola aparece en Spider-Man, episodio, "La Isla Arácnida, Parte 2", con la voz nuevamente de Mark Hamill.[34] En el momento en que la gente de Manhattan estaba desarrollando poderes de araña, Arnim Zola envía a Calavera y algunos agentes de Hydra para obtener la llave de una bóveda de Vibranium. Después de que Black Widow lidere a Spider-Man y Spider-Gwen en una rendición para descubrir quién contrató a Calavera, descubren que Arnim Zola es el culpable. Con la ayuda de algunos civiles con arañas, Spider-Man, Spider-Gwen y Black Widow pudieron derrotar a Calavera y los agentes de Hydra con él, mientras que Arnim Zola y los demás agentes de Hydra escaparon.

### Películas
- Arnim Zola apareció en la película de acción en vivo de 1998, Nick Fury: Agent of S.H.I.E.L.D, interpretado por Peter Haworth. Él aparece como un anciano químico de HYDRA en silla de ruedas.

### Marvel Cinematic Universe
Toby Jones interpreta a Arnim Zola en la serie de películas en vivo Marvel Cinematic Universe producida por Marvel Studios:
- En el 2011 apareció en la película Capitán América: el primer vengador. Zola es un científico de HYDRA que ayudó a Red Skull a aprovechar el poder de Tesseract. Más tarde capturado por el Capitán América, Zola se ve obligado a revelar la ubicación de la base de Red Skull al Coronel Chester Phillips.
- En el 2014 apareció nuevamente en la película Captain America: The Winter Soldier. En dicha película; se revela que Zola aprovechó de la "Operación Paperclip" de S.H.I.E.L.D para crear una nueva encarnación de HYDRA que se lleva lentamente a lo largo de la organización. Habiendo experimentado también en Bucky Barnes antes, Zola supervisa personalmente la transformación del joven en el Soldado de Invierno. Sufrió una enfermedad terminal en 1972 (sabiendo que la ciencia no salvaría su cuerpo, pero su mente sí), por lo cual la conciencia de Zola es transferida a una Super Computadora de los 70, el cual S.H.I.E.L.D ocultó en secreto en una instalación de S.H.I.E.L.D. en Nueva Jersey. A partir de ahí, Zola planeó el "Proyecto Insight" de HYDRA como medio para identificar y seleccionar las futuras posibles amenazas a los intereses de HYDRA, Zola revela todo esto al Capitán América y a Black Widow cuando encuentran la Super Computadora que alberga su conciencia, una vez allí, trata de matarlos con un misil enviado por Alexander Pierce. La super computadora anfitriona de Zola es destruida, pero su sacrificio es en vano, ya que el Capitán América y otros eventualmente frustran el "Proyecto Insight", exponiendo a HYDRA dentro de S.H.I.E.L.D, lo que lleva a la caída de la agencia.
- Originalmente, Zola aparecería en la película Ant-Man de 2015, y el arte conceptual sugiere que descargó una copia de su inteligencia artificial en un cuerpo de un Androide similar a los cómics.[35]
- En Avengers: Endgame, la computadora de Zola aparece cuando Steve Rogers y Tony Stark viajan en el tiempo al Camp Lehigh Bunker en 1970.[36]
- Versiones de realidad alternativa de Zola aparecen en la serie de televisión animada de Disney+, ¿Qué pasaría si...?[37]
  - La primera variante aparece en el primer episodio, "¿Qué pasaría si... la Capitana Carter hubiera sido la primera Vengadora?", donde es capturado por Peggy Carter/Capitana Carter durante la Segunda Guerra Mundial.
  - La segunda variante aparece en el octavo episodio, "¿Qué pasaría si... Ultron ganara?", donde Natasha Romanoff y Clint Barton lo localizan para ayudarlos a derrotar a Ultron, que ha matado a toda la vida en el universo. Zola acepta ayudar y transfiere su conciencia a un dron Ultron antes de escapar de una legión de drones con Romanoff. Sin embargo, cuando intenta transferir su conciencia a la mente de Ultron y destruirlo desde el interior, se ve incapaz de hacerlo porque Ultron ha abandonado su universo. Volviendo en el siguiente episodio, "¿Que pasaría sí... el Vigilante rompiera su juramento?", Zola tiene su conciencia transferida a una de las flechas de Barton. Más tarde, durante la batalla final entre los Guardianes del Multiverso y Ultron, Romanoff dispara la flecha al ojo de Ultron, insertando la conciencia de Zola en el cuerpo de Ultron y eliminándolo. Esto le permite a Zola para tomar brevemente el control del cuerpo de Ultron, aunque tanto él como Erik Killmonger están congelados en una dimensión de bolsillo por el Vigilante y el Doctor Strange Supremo después de intentar tomar las Gemas del Infinito para ellos mismos. Strange Supremo posteriormente lleva a Zola y Killmonger de regreso a su universo nativo para protegerlos por el resto de la eternidad.

### Videojuegos
- Arnim Zola aparece en el videojuego Captain America: Super Soldier, con la voz de André Sogliuzzo.[38] Se informa al Capitán América sobre el Proyecto: Master Man y cómo el Dr. Zola ha desbloqueado los secretos del genoma humano como un paso hacia la inmortalidad. Durante la pelea del Capitán América con el Durmiente, Zola usó sus Zola Bots (que se asemejaban al cuerpo androide de Arnim Zola) para atacar al Capitán América. En los créditos posteriores, Zola se desenchufa de sus derrotados Zola Bots. El Cráneo Rojo le ordena que vuelva al trabajo, indicando que verán al Capitán América nuevamente lo suficientemente pronto.
- Arnim Zola aparece como jefe en el juego de Facebook Marvel: Avengers Alliance. Él aparece en el décimo Spec Ops.
- Arnim Zola aparece como un personaje jugable en Lego Marvel Super Heroes en su versión robótica, expresada por Robin Atkin Downes.[39]
- Arnim Zola aparece en Lego Marvel's Avengers tanto en su versión original (robótica) como en su interpretación de Capitán América: el primer vengador (humano), ambas con la voz de Mark Hamill.
- Arnim Zola aparece como un personaje jugable en Lego Marvel Super Heroes 2.[40]
- Arnim Zola aparece como personaje jugable en Marvel Contest of Champions.[41]

### Varios
- En Ultimate Spider-Man Infinite Comics, Arnim Zola aparece creando sintezoides de Iron Man para robar vibranium. Después de una pelea con Spider-Man y Iron Man, el barco Zola está explotando y Zola es vista por última vez hundiéndose en el océano.
- Toby Jones aparece como Arnim Zola en Ant-Man and the Wasp: Nano Battle!, un paseo en Hong Kong Disneyland.